# Њупорт (Кентаки)
Њупорт (енгл. Newport) град је у америчкој савезној држави Кентаки.

## Демографија
По попису из 2010. године број становника је 15.273, што је 1.775 (-10,4%) становника мање него 2000. године.
| Група             | 2000.          | 2010.          |
| Белци             | 15.457 (90,7%) | 12.906 (84,5%) |
| Афроамериканци    | 937 (5,5%)     | 1.166 (7,6%)   |
| Азијати           | 67 (0,4%)      | 112 (0,7%)     |
| Хиспаноамериканци | 287 (1,7%)     | 621 (4,1%)     |
| Укупно            | 17.048         | 15.273         |